# Rajko Toroman
Rajko Toroman (in serbo Рајко Тороман?; Belgrado, 10 febbraio 1955) è un allenatore di pallacanestro serbo.